# Lijst van vlaggen van Zuid-Afrika
Dit is een lijst van vlaggen van Zuid-Afrika.

## Nationale vlag (perFIAV-codering)
|          | Civiele vlag | Staatsvlag | Oorlogsvlag |
| -------- | ------------ | ---------- | ----------- |
| Te land  | · ?          | · ?        | · ?         |
| Te water | · ?          | · ?        | · ?         |

## Historische vlaggen
| Vlag | Periode      | Functie              | Beschrijving |
| ---- | ------------ | -------------------- | --- |
|      | 1910 – 1912  | Unie van Zuid-Afrika | Een rode Britse vlag met het wapen van de Unie van Zuid-Afrika. |
|      | 1912 – 1928  | Unie van Zuid-Afrika | Een rode Britse vlag met het wapen van de Unie van Zuid-Afrika op een witte schijf. |
|      | 1928 – 1994  | Vlag van Zuid-Afrika | Drie horizontale banen in oranje, wit en blauw, en op de witte baan een omgekeerde vlag van het Verenigd Koninkrijk aan de vlaggenmastzijde, de vlag van de Oranje Vrijstaat hangt verticaal en de Vlag van de Zuid-Afrikaansche Republiek (Transvaals vierkleur) in de vliegende kant. Deze vlag werd gebruikt door zowel de Unie van Zuid-Afrika als later de Republiek Zuid-Afrika. |
|      | 1994 - heden | Vlag van Zuid-Afrika | Twee horizontale banen in chilirood (boven) en blauw (onder) met een zwarte driehoek aan de zijkant van de vlaggenmast, bedekt met een groene horizontale gaffel met witte franjes tegen de rode en blauwe banen, en een gouden rand tegen de zwarte driehoek. |

## Vlaggen van bestuurders
| Vlag | Periode     | Functie                                      | Beschrijving |
| ---- | ----------- | -------------------------------------------- | --- |
|      | 1961 - 1984 | Vlag van de staatspresident van Zuid-Afrika. | Een blauwe vlag met het oude wapen van Zuid-Afrika.                                                                    |
|      | 1984 - 1994 | Vlag van de staatspresident van Zuid-Afrika. | Een vlag bestaande uit drie driehoeken in oranje, wit en blauw met in de gele driehoek het oude wapen van Zuid-Afrika. |

## Vlaggen van de overheid
| Vlag | Periode      | Functie                              | Beschrijving |
| ---- | ------------ | ------------------------------------ | ------------ |
|      | 1995 - heden | Vlag van de Zuid-Afrikaanse politie. |              |

## Militaire vlaggen
Ook de Strijdkrachten van Zuid-Afrika hebben hun eigen vlag waarbij in het Kanton de nationale vlag terug te vinden is. De constructie van de vlaggen is gebaseerd op de constructie van de vlaggen van het Verenigd Koninkrijk.
| Vlag                                            | Periode      | Functie                                         | Beschrijving |
| ----------------------------------------------- | ------------ | ----------------------------------------------- | ------------ |
| Vlag van de Nationale defensie van Zuid-Afrika. | 2003 - heden | Vlag van de Nationale defensie van Zuid-Afrika. |              |
| Vlag van de Zuid-Afrikaanse landmacht.          | 2003 - heden | Vlag van de Zuid-Afrikaanse landmacht.          |              |
| Vlag van de Zuid-Afrikaanse zeemacht.           | 1994 - heden | Vlag van de Zuid-Afrikaanse zeemacht.           |              |
| Vlag van de Zuid-Afrikaanse luchtmacht.         | 2003 - heden | Vlag van de Zuid-Afrikaanse luchtmacht.         |              |

## Vlaggen van politieke partijen
| Vlag | Periode | Functie                                         | Beschrijving                                   |
| ---- | ------- | ----------------------------------------------- | ---------------------------------------------- |
|      | 1925    | Partijvlag van het Afrikaans Nationaal Congres. | Drie even hoge banen van zwart, groen en geel. |

## Sportvlaggen
| Vlag | Periode | Functie                                                             | Beschrijving         |
| ---- | ------- | ------------------------------------------------------------------- | -------------------- |
|      | 1992    | Olympische vlag van Zuid-Afrika op de Olympische Zomerspelen 1992.  | Witte vlag met logo. |
|      | 1994    | Olympische vlag van Zuid-Afrika op de Olympische Winterspelen 1994. | Witte vlag met logo. |